# 7285 Seggewiss
7285 Seggewiss eller 1990 EX2 är en asteroid i huvudbältet som upptäcktes den 2 mars 1990 av den belgiske astronomen Eric W. Elst vid Haute-Provence-observatoriet. Den är uppkallad efter den tyske astronomen Wilhelm Seggewiss.
Asteroiden har en diameter på ungefär 7 kilometer.